# Andorra en los Juegos Olímpicos de Atlanta 1996
Andorra estuvo representada en los Juegos Olímpicos de Atlanta 1996 por un total de 8 deportistas que compitieron en 5 deportes.  
El portador de la bandera en la ceremonia de apertura fue el nadador Aitor Osorio. El equipo olímpico andorrano no obtuvo ninguna medalla en estos Juegos.